# KVK Ninove
Maillots
Actualités
Dernière mise à jour : 14 juillet 2024.
Le Koninklijke Voetbal Klub Ninove est un club de football belge, localisé dans la ville de Ninove, en Flandre-Orientale. Le club est fondé en 1936 par la fusion de plusieurs équipes locales, qui évoluaient jusqu'alors dans des championnats corporatifs. Le club, porteur du matricule 2373, évolue en Nationale 2 en 2020-2021. C'est sa 38e saison dans les séries nationales, dont 10 au troisième niveau.

## Histoire
Dès le début du XXe siècle, le football se met en place dans la ville de Ninove. En 1908, un club local évolue dans une ligue locale de la région de la Dendre. Entre 1913 et 1923, le club évolue au niveau régional, sous le nom Sporting Football Club Ninove, puis arrête ses activités. Il ne reste alors dans la ville plus que des clubs issus d'entreprises des environs, comme les usines Union Allumettière ou Fabelta. Ainsi, le 21 décembre 1926 lorsque l'U.R.B.S.F.A. publie dans son organe officiel « La Vie Sportive », la première liste d'immatriculation de clubs affiliés, le « UNAL Football Club Ninove » reçoit le numéro 176.
Le 22 mars 1936, ces différentes équipes fusionnent pour former un seul grand club représentant la ville, baptisé Football Club Ninove. Il s'affilie à l'Union belge et reçoit le matricule 2373. Le club est versé dans les séries provinciales de Flandre Orientale, dont il gravit petit à petit les échelons. En 1956, le club est champion de sa province, et rejoint pour la première fois la Promotion, quatrième et plus bas niveau national.
Le FC Ninove réalise de bons débuts en nationales, se classant quatrième au terme de sa première saison. Lors des saisons suivantes, le club termine dans le milieu de classement, avec une troisième place en 1963 comme meilleure performance. Après dix saisons consécutives en Promotion, le club finit avant-dernier en 1966, et est relégué vers les séries provinciales.
Quelques années après ce retour en provinciales, le club flamandise son nom en VK Ninove. En 1972, le club est contraint de déménager à cause de la construction de la N28, et quitte son terrain Den Doorn pour s'installer au De Kloppers, dans le quartier de Meerbeke. Trois ans plus tard, le club remporte le championnat provincial, et revient en Promotion. Les premières saisons sont difficiles pour le club, mais il parvient néanmoins à se stabilier dans le haut du classement au tournant des années 1980 : quatrième en 1978, troisième en 1979, quatrième en 1980, et deuxième en 1981, à seulement un point du champion, le KHO Merchtem. Mais à la suite d'une affaire de corruption, Merchtem est sanctionné d'une relégation administrative, et ne peut monter en Division 3. Ninove est alors promu à sa place, et atteint pour la première fois de son histoire le troisième niveau national.
Ninove vit des saisons tranquilles en Division 3, et termine régulièrement dans le milieu de classement. Le club obtient son meilleur classement en 1984 avec une deuxième place dans leur série. Il reste parmi les meilleurs clubs de troisième division jusqu'à la fin des années 1980, puis connaît plus de difficultés. En 1989, le club termine juste au-dessus de la zone de relégation, et la saison suivante, il doit même jouer un test-match contre le KSV Bornem pour déterminer quel club finira 15e, et donc relégué. Ninove remporte ce match 2-0 et se maintient en Division 3. Ce n'est qu'un sursis de courte durée, le club finit dernier de sa série la saison suivante, et après dix ans en D3, il est relégué en Promotion. Le retour au niveau inférieur est compliqué pour les joueurs de Ninove, qui subissent une nouvelle relégation après seulement deux saisons. Le club est alors relégué à nouveau vers les séries provinciales, après dix-huit saisons consécutives en nationales.
Le KVK Ninove passe quatre ans en première provinciale, puis revient en Promotion en juin 1997. Après une première saison difficile, le club termine troisième en 1999, ce qui lui permet de participer au tour final pour la montée en D3. Il s'incline dès le premier tour contre le KSK Maldegem et doit rester en Promotion. Le club ne parvient pas à reproduire ce résultat les saisons suivantes, et en 2002, il termine dernier de sa série et est à nouveau relégué en première provinciale. Le club descend même en deuxième provinciale, avant de remonter par la suite en première. Il subit une nouvelle relégation en 2012 mais remporte le titre dans sa série et remonte directement parmi l'élite provinciale un an plus tard.
Au terme de la saison 2014-2015, le KVK Ninove termine vice-champion provincial derrière le SC Dikkelvenne et participe au tour final de P1 destiné à désigner un second promu. Ninove élimine son voisin d'Appelterre-Eichem (victoire 4-0 et défaite 1-0) et se qualifie pour la finale. Avant même que celle-ci soit jouée, le matricule 2373 est assuré de monter suiite à l'accord passé entre les deux clubs de Wetteren (les deux entités se trouvant en "Promotion" ne forment plus qu'une seule équipe "A" en Promotion sous le matricule 95 du "Racing" alors le "Standaard" conserve son matricule pour ses équipes de jeunes). Ninove et l'autre finaliste, Maldegem sont promus. Pour Ninove, c'est la fin d'une absence de 13 ans.
Le club « Vert et Noir » passe deux saisons au 5e niveau puis est contraint de retourner en P1, malgré la victoire dans le barrage des 13e classés, en raison du trop grand nombre de cercles néerlandophones qui descendent de D1 Amateur. Le club revient dès la saison 2019-2020 et preste brillamment. Classé deuxième lorsque les compétitions s'arrêtent en raison de la crise du Covid-19, le K. VK Ninove est repris dans les sept clubs promus à l'échelon supérieur. En 2020-2021, le matricule 2373 aurait dû prester sa 25e saison au 4e étage de la hiérarchie du football belge. Finalement, la saison est décrétée « blanche » (annulée) en raison de la situation sanitaire. À la fin de la saison 2020-2021, le club fusionne avec son voisin du Sparta Okegem (7055) (qui évolue en P3, soit le 8e division hiérarchique) car celui-ci en sérieuses difficultés financières. Le club prend le nom de VK Ninove (). L'ancien « Sparta » devient « l'équipe B » du matricule. Retiré en raison de la fusion qui induit un changement d'appellation, le terme « Koninklijke » reviendra par la suite .

## Anciens joueurs célèbres
- Francis Couvreur (champion de Belgique 1990 avec le FC Bruges, termine sa carrière à Ninove)
- Jean-Pierre Vande Velde (ancien joueur d'Anderlecht, termine sa carrière à Ninove)
- Elimane Coulibaly (joueur de La Gantoise, a disputé une saison à Ninove en 2004-2005)

## Résultats en séries nationales
Statistiques mises à jour le 3 décembre 2024 (terme de la saison 2023-2024)

### Bilan
| Niv | Divisions     | Jouées | Titres | TM Up | TM Down |
| --- | ------------- | ------ | ------ | ----- | ------- |
| I   | 1re nationale | 0      | 0      |       |         |
| II  | 2e nationale  | 0      | 0      |       |         |
| III | 3e nationale  | 11     | 0      |       | 1       |
| IV  | 4e nationale  | 27     | 0      | 1     |         |
| V   | 5e nationale  | 3      | 1      |       | 1       |
|     |               |        |        |       |         |
|     | TOTAUX        | 41     | 1      | 1     | 2       |

- TM Up : test-match pour départager des égalités, ou toutes formes de Barrages ou de Tour final pour une montée éventuelle.
- TM Down : test-match pour départager des égalités, ou toutes formes de Barrages ou de Tour final pour le maintien.

### Classements
| Ordre               | Saison  | Nom du club  | Niveau                         | Classement final | Remarques                                            |
| ------------------- | ------- | ------------ | ------------------------------ | ---------------- | ---------------------------------------------------- |
| 1                   | 1956-57 | FC Ninove    | Promotion série D              | 4e/16            |                                                      |
| 2                   | 1957-58 | FC Ninove    | Promotion série A              | 9e/16            |                                                      |
| 3                   | 1958-59 | FC Ninove    | Promotion série A              | 4e/16            |                                                      |
| 4                   | 1959-60 | FC Ninove    | Promotion série D              | 10e/16           |                                                      |
| 5                   | 1960-61 | FC Ninove    | Promotion série D              | 11e/16           |                                                      |
| 6                   | 1961-62 | FC Ninove    | Promotion série A              | 6e/16            |                                                      |
| 7                   | 1962-63 | FC Ninove    | Promotion série D              | 3e/16            |                                                      |
| 8                   | 1963-64 | FC Ninove    | Promotion série B              | 4e/16            |                                                      |
| 9                   | 1964-65 | FC Ninove    | Promotion série B              | 5e/16            |                                                      |
| 10                  | 1965-66 | FC Ninove    | Promotion série C              | 15e/16           | Relégué!                                             |
| séries provinciales |         |              |                                |                  |                                                      |
| 11                  | 1975-76 | VK Ninove    | Promotion série B              | 4e/16            |                                                      |
| 12                  | 1976-77 | VK Ninove    | Promotion série A              | 12e/16           |                                                      |
| 13                  | 1977-78 | VK Ninove    | Promotion série D              | 4e/16            |                                                      |
| 14                  | 1978-79 | VK Ninove    | Promotion série B              | 3e/16            |                                                      |
| 15                  | 1979-80 | VK Ninove    | Promotion série A              | 4e/16            |                                                      |
| 16                  | 1980-81 | VK Ninove    | Promotion série B              | 2e/16            | Promu!                                               |
| 17                  | 1981-82 | VK Ninove    | Division 3 série A             | 9e/16            |                                                      |
| 18                  | 1982-83 | VK Ninove    | Division 3 série A             | 7e/16            |                                                      |
| 19                  | 1983-84 | VK Ninove    | Division 3 série A             | 2e/16            |                                                      |
| 20                  | 1984-85 | VK Ninove    | Division 3 série A             | 5e/16            |                                                      |
| 21                  | 1985-86 | VK Ninove    | Division 3 série A             | 4e/16            |                                                      |
| 22                  | 1986-87 | K. VK Ninove | Division 3 série A             | 4e/16            |                                                      |
| 23                  | 1987-88 | K. VK Ninove | Division 3 série A             | 4e/16            |                                                      |
| 24                  | 1988-89 | K. VK Ninove | Division 3 série A             | 14e/16           |                                                      |
| 25                  | 1989-90 | K. VK Ninove | Division 3 série A             | 14e/16           | Test-match!                                          |
| 26                  | 1990-91 | K. VK Ninove | Division 3 série A             | 16e/16           | Relégué!                                             |
| 27                  | 1991-92 | K. VK Ninove | Promotion série B              | 8e/16            |                                                      |
| 28                  | 1992-93 | K. VK Ninove | Promotion série B              | 15e/16           | Relégué!                                             |
| séries provinciales |         |              |                                |                  |                                                      |
| 29                  | 1997-98 | K. VK Ninove | Promotion série B              | 12e/16           |                                                      |
| 30                  | 1998-99 | K. VK Ninove | Promotion série A              | 3e/16            |                                                      |
| 31                  | 1999-00 | K. VK Ninove | Promotion série A              | 11e/16           |                                                      |
| 32                  | 2000-01 | K. VK Ninove | Promotion série A              | 9e/16            |                                                      |
| 33                  | 2001-02 | K. VK Ninove | Promotion série A              | 16e/16           | Relégué!                                             |
| séries provinciales |         |              |                                |                  |                                                      |
| 34                  | 2015-16 | KVK Ninove   | Promotion série A              | 12e/16           | Relégué!                                             |
| 35                  | 2016-17 | KVK Ninove   | Division 3 Amateur VFV série A | 6e/16            |                                                      |
| 36                  | 2017-18 | KVK Ninove   | Division 3 Amateur VFV série A | 13e/16           | Relégué!                                             |
| séries provinciales |         |              |                                |                  |                                                      |
| 37                  | 2019-20 | KVK Ninove   | Division 3 Amateur VV série A  | 2e/16            | Promu !                                              |
| 38                  | 2020-21 | K. VK Ninove | Nationale 2 série A            | N/A              | Saison annulée en raison de la Pandémie de Covid-19! |
| 39                  | 2021-22 | VK Ninove    | Nationale 2 série A            | 2e/16            | Promu !                                              |
| 40                  | 2022-23 | VK Ninove    | Nationale 1                    | 18e/20           | Relégué !                                            |
| 41                  | 2023-24 | VK Ninove    | Nationale 2 série A            | 2e/16            | Promu !                                              |
| 42                  | 2024-25 | VK Ninove    | Nationale 1 VV                 | .../16           |                                                      |